# Gezeitenfischerei im Moray Firth

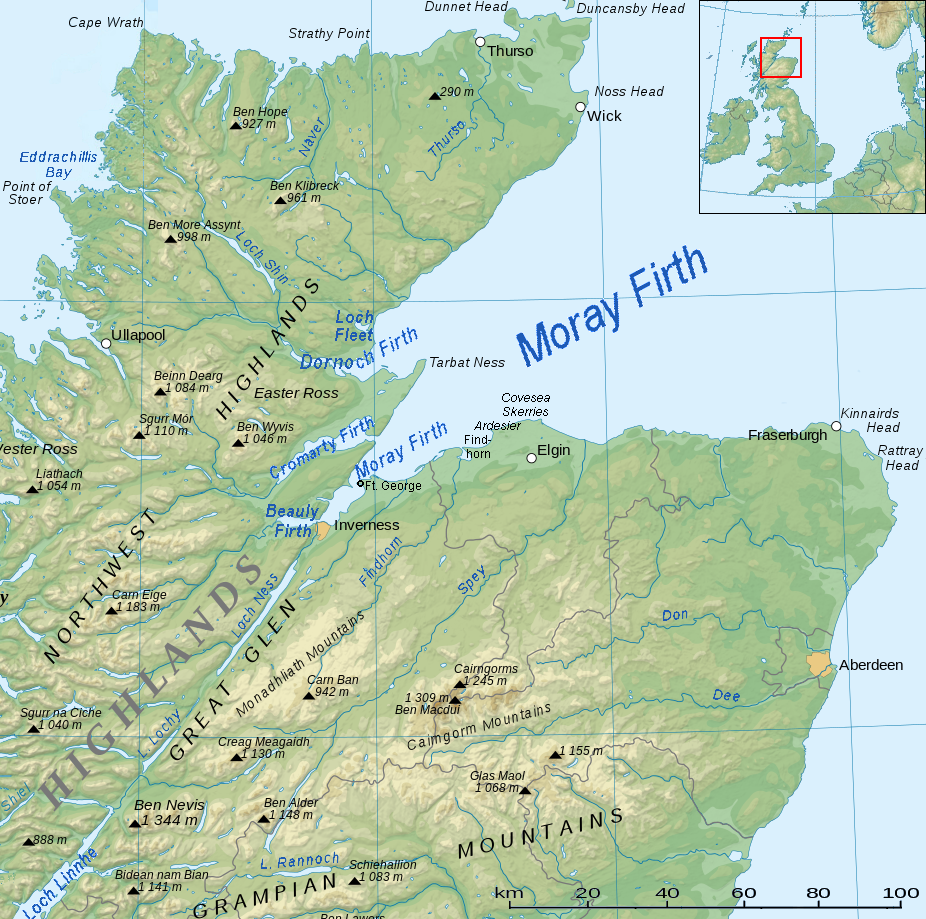
Moray Firth

Die Gezeitenfischerei im Moray Firth fand vom 17. bis zum 19. Jahrhundert in der schlammig-sandigen Küstenzone des inneren Moray Firth in Schottland statt.
Gezeitenfischerei wurde betrieben, um vor allem Lachse zu fangen. Wandernde Lachse und Meerforellen schwammen durch Fließkanäle ins Innere der Fjorde. Die Fischfallen wurden in rechten Winkeln oder schräg zu den Kanälen aufgestellt, so dass die Fische an der Bewegung gehindert wurden. Bei Ebbe wurden sie in den Fallen zusammengedrängt und konnten mit Keschern oder Stellnetzen gefangen werden. Im Untersuchungsgebiet wurden 62 von über 70 Fischfallen in kartographischen Quellen aus der Zeit zwischen 1817 und 1909 erkannt. Die Standorte liegen in geschützten Zonen im Beauly Firth, in der Munlochy Bay und im Cromarty Firth. Es gibt keine erhaltenen Reste an den felsigen Küsten zwischen diesen Firths und Buchten, die sich laut den Karten auch dort befanden. Alle Standorte sind in einem schlechten Zustand. Drei Arten von Fischfallen wurden erfasst.

## Yairs

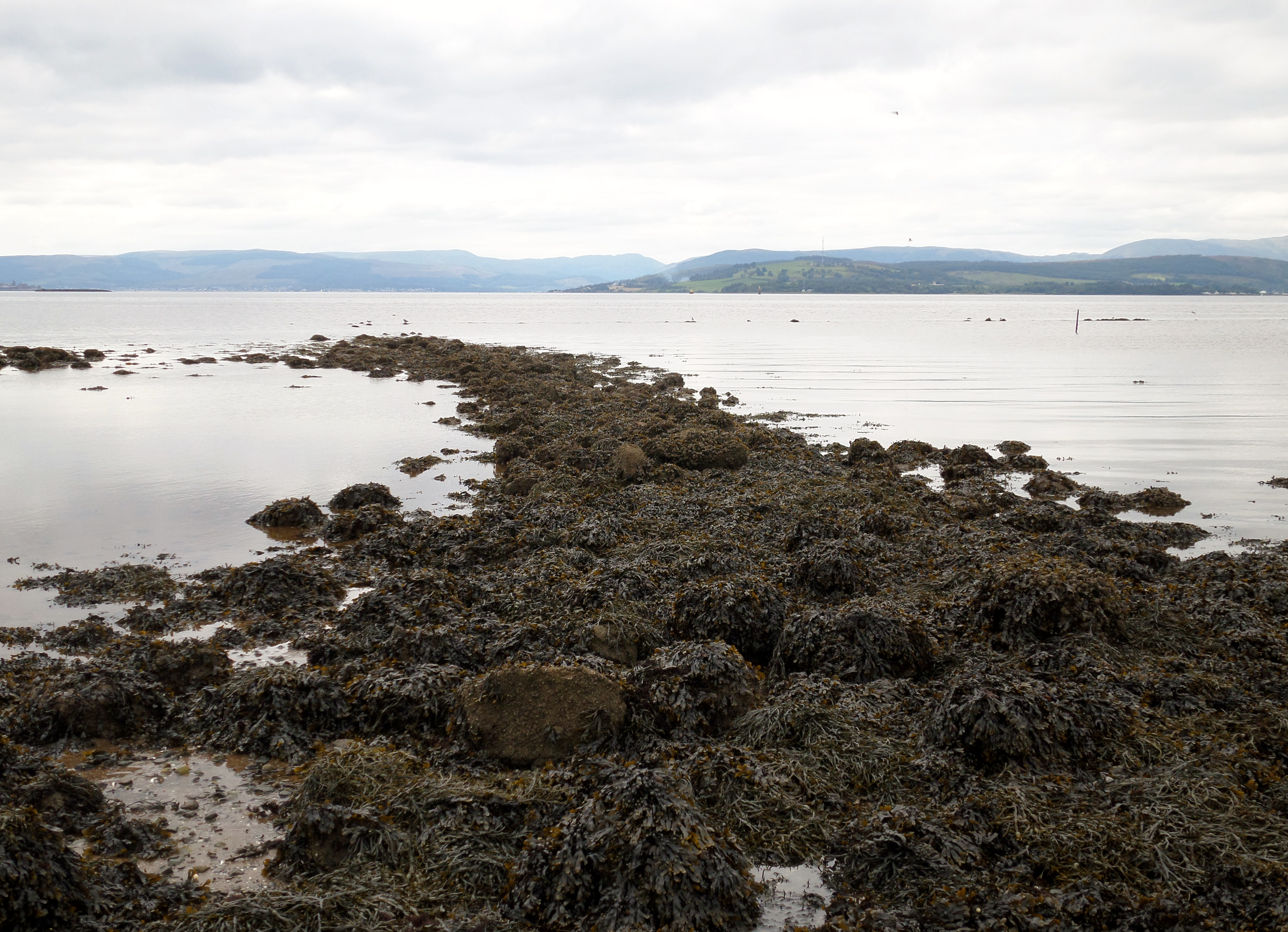
Yair von Helensburgh

Yairs sind krummlinige Stein- oder Holzstrukturen, die im rechten Winkel zur Küste einen Bogen bilden. Bei einigen Yairs wurden Holzpflöcke mit Flechtwerk verwoben. Andere yairs haben Zick-Zack-Form, um die Fische bei Ebbe und Flut zu stoppen.

## Stake net Traps
Stake net Traps sind Linien von Steinhaufen, in die Holzpflöcke getrieben wurden, zwischen denen Netze aufgezogen wurden.

## Bag nets
Die dritte Gruppe von Fischfallen sind Bag nets (Netztaschen), bestehend aus einzelnen Netzlinien mit Halterungen an beiden Enden.
Der Nachweis dieser Fallen wurde in einzelnen Hügeln gefunden.